# Pedro Zadunaisky
Pedro Elias Zadunaisky (Rosario, 10 dicembre 1917 – Buenos Aires, 7 ottobre 2009) è stato un astrofisico e matematico argentino.
Nato e vissuto in Argentina, fu un pioniere della meccanica celeste, branca dell'astrofisica che studia il movimento e le orbite di corpi spaziali naturali ed artificiali, calcolando varie orbite fra cui quella di Febe, il satellite più distante di Saturno, di varie comete, inclusa la cometa di Halley, e di molti satelliti, fra cui Explorer I.

## Biografia

### Origini e studi
Nato a Rosario, nella Provincia di Santa Fe, venne chiamato dai genitori Mauricio, ma per degli errori burocratici venne ufficialmente iscritto all'anagrafe col nome di Pedro; nonostante questo fatto, di cui venne a conoscenza casualmente durante la coscrizione, venne sempre chiamato col soprannome Mauricio.
Seguito il percorso scolastico, si laureò nel 1943 in ingegneria civile alla Facultad de Ciencias Exactas, Ingeniería y Agrimensura dell'Universidad Nacional de Rosario. Tra il 1940 e il 1945, nella stessa università, fece inoltre degli studi di matematica pura e applicata sotto la direzione del matematico ebreo italiano Beppo Levi, che sarà inoltre suo referente di tesi, fuggito nel 1939 in Argentina dopo la promulgazione delle leggi antisemitiche.
Tra il 1946 e il 1947 realizzò studi di meccanica celeste all'osservatorio astronomico dell'Università Nazionale di La Plata, sotto la direzione dell'astronomo tedesco Alexander Wilkens. 

### Carriera negli Stati Uniti
Zadunaisky si trasferisce negli Stati Uniti nel 1956 grazie ad una borsa di studio elargitagli dalla fondazione Guggenheim per studi e ricerche da condurre  alla Columbia University di New York nell'anno scolastico 1956/57; otterrà tale borsa altre due volte: all'Institute of Advanced Studies (Princeton 1958/59) e all'Università del Texas (Austin 1977/78); i suoi studi si incentrarono soprattutto sulla meccanica celeste, matematica numerica e ricerca speciale. 
Nel periodo che va dal 1958 al 1961 lavora come astronomo senior allo Smithsonian Astrophysical Observatory di Cambridge ricercatore associato all'Harvard College Observatory. Lì realizzò studi riguardo al calcolo orbitale dei satelliti statunitensi Explorer I, Vanguard 2 e ECHO 1.
Lì inoltre, Mauricio (così era noto Zadunaisky) e sua moglie Rebeca "Bequita" si riunivano con vari studenti argentini di Harvard a mangiar empanadas, cucinate per Malvina Tati, moglie di Marcelino Cereijido (medico e fisiologo argentino, attuale professore di fisiologia e biofisica del Centro di Ricerca e studi avanzati del Messico), José María Dagnino Pastore (allora studente della Harvard Business School e futuro ministro dell'economia argentina), Lorenzo Aristarain (studente di Geologia applicata che diverrà il ministro minerario argentino), e Oscar Cacho Yugnovsky (studente  di diplomazia e, in seguito segretario delle Relazioni Internazionali Argentine).
Tra il 1966 e il 1967,  in qualità di senior associate della National Academy of Sciences, fece ricerche di meccanica celeste al Goddard Space Flight Center della NASA. Nello stesso periodo tenne un corso di specializzazione post laurea nel dipartimento di astronomia della Georgetown University.

### Carriera in Argentina
Nel 1966 Zadunaisky, dopo la Noche de los Bastones Largos, abbandonò l'Argentina insieme ad altri professori e studenti che avevano partecipato alla protesta contro il Golpe militare del genereale Juan Carlos Onganía, che privò di autonomia le università. Vi fece ritorno solo tre anni dopo, nel 1969, quando divenne titolare di cattedra all'Universidad Nacional de Tucumán e all'Universidad Nacional de La Plata. In seguito fu nominato titolare all'Universidad de Buenos Aires, dove fu anche direttore del dipartimento di matematica fino al pensionamento. 
Nel frattempo condusse studi di aerodinamica per conto della Comisión Nacional de Actividades Espaciales (CONAE) fino alla fine del 1996, dirigendo il gruppo specializzato nello studio dell'aerodinamica per il calcolo e l'analisi delle orbite di oggetti artificiali. Fu inoltre ricercatore senior del Consejo Nacional de Investigaciones Científicas y Técnicas (CONICET)
Muore a Buenos Aires, mercoledì 7 ottobre 2009.

## Famiglia
Pedrò Zadunasky fu il fratello di Abraham Zadunasky, più noto al pubblico con lo pseudonimo di Oscar Ferris «Repórter Esso», un giornalista radiofonico piuttosto famoso in Argentina.
Era inoltre lo zio di Josè Pepe Zadunasky, figlio di Abraham, fisiologo e allievo di Eduardo Braun Menéndez, che vive e lavora in Europa.

## Contributi scientifici
La sua tesi verteva sul calcolo necessario per registrare l'orbita delle lune di Giove: dimostrò che con i metodi appresi dal suo mentore Levi, poteva calcolare le orbite con una precisione maggiore rispetto ai metodi correnti. La facoltà creò l'Istituto del Cálculo, comprò un modernissimo computer Ferranti Mercury, aggiornando nel tempo il parco computer: Zadunaisky poté così calcolare le orbite con una grande velocità e precisione.
Misurò l'orbita di Febe, l'ultimo satellite di Saturno, della Cometa di Halley, dei satelliti artificiali Explorer I, Vanguard II e Echo I.

### Pubblicazioni
I suoi articoli scientifici principali sono circa quaranta, pubblicati a livello internazionale; scrisse inoltre un libro, "A Guide to Celestial Mechanics", edito dallo Smithsonian Astrophysical Observatory, ripubblicato con aggiornamenti dal CONAE col titolo "Introducción a la Astrodinámica. Teoría y métodos numéricos, Tomos I, II y III"

### Riconoscimenti
Pedro Zadunasky fu nominato professore emerito all'Universidad de Buenos Aires, professore onorario della Facultad de Ciencias Astronómicas y Geofisicas dell'Universidad Nacional de La Plata, dove ha diretto varie tesi dottorali. 
Dal 1964 Zadunaisky fu membro della Unione Astronomica Internazionale, nella commissione 20, ovvero quella specializzata nella localizzazione e movimenti astrali di satelliti, asteroidi e comete. dal 1988 fu membro onorario dell'Unione Matematica Argentina, e dal 1996 ricercatore emerito del CONICET.
Nel anno 2000, un gruppo di suoi ex-allievi in Argentina, scoprirono un asteroide, che fu nominato in suo onore 4617 Zadunaisky.